# Wikipedia
Wikipedia – wielojęzyczna encyklopedia internetowa działająca zgodnie z zasadą otwartej treści. Wykorzystuje oprogramowanie MediaWiki (haw. wiki – „szybko”, „prędko”), wywodzące się z koncepcji WikiWikiWeb, umożliwiające edycję każdemu użytkownikowi odwiedzającemu stronę i aktualizację jej treści w czasie rzeczywistym. Słowo Wikipedia jest neologizmem powstałym w wyniku połączenia wyrazów wiki i encyklopedia. Slogan Wikipedii brzmi: „Wolna encyklopedia, którą każdy może redagować”. Serwis był notowany w rankingu Alexa na miejscu 13.
Wikipedia powstała 15 stycznia 2001 roku jako projekt pomocniczy pisanej przez ekspertów i nieistniejącej już Nupedii. Od 2003 jej właścicielem jest organizacja non-profit Wikimedia Foundation.
W pierwszych latach istnienia Wikipedia zdobywała szybko rosnącą popularność, a Wikimedia Foundation uruchomiła różne projekty siostrzane. Wikipedia jest jedną z najczęściej odwiedzanych stron internetowych, a wiele stron uruchomiło jej mirrory lub forki.

## Historia

Wikipedia „powstała” z Nupedii

### Nupedia
Wikipedia powstała jako projekt uzupełniający dla Nupedii, darmowej encyklopedii internetowej, w której artykuły mogły być pisane przez każdego, ale miały być sprawdzane i recenzowane przez grupę ekspertów, podobnie jak to się dzieje w przypadku edycji encyklopedii tradycyjnych (książkowych). Nupedia została założona 9 marca 2000 przez Bomis Inc, która prowadziła portal internetowy. Głównymi osobami w przedsiębiorstwie byli: Jimmy Wales, CEO oraz Larry Sanger, redaktor naczelny Nupedii, a następnie Wikipedii. Nupedia była opisywana przez Sangera jako różniąca się od reszty encyklopedii tym, że udostępniana jest na wolnej dokumentacji, nie ma ograniczeń co do wielkości artykułów oraz nie jest stronnicza. Nupedia miała siedmiostopniowy proces recenzji przez wykwalifikowanych ekspertów danej dziedziny, lecz okazało się, że jest to zbyt wolny proces potwierdzania wiarygodności artykułów. Koszty początkowo pokrywane przez Bomis miały się zwrócić poprzez sprzedaż miejsca na reklamy. Na początku Nupedia opierała się na własnej licencji o nazwie Nupedia Open Content License, później przeszła na licencję GNU FDL na życzenie Richarda Stallmana.
10 stycznia 2001 Larry Sanger na liście dyskusyjnej Nupedii zaproponował zbudowanie obok Nupedii projektu opartego na oprogramowaniu wiki. Pod tematem „Zróbmy sobie wiki”, napisał:

Nie, nie jest to propozycja nieprzemyślana. Jest to idea dodania małej funkcji do Nupedii. Jimmy Wales myśli, że wiele osób może być nieprzychylnych tej idei, ale ja tak nie uważam. […] Co do użycia przez Nupedię wiki: jest to OSTATECZNY „otwarty” i prosty format tworzenia zawartości. Okazyjnie odeszliśmy od pierwotnych założeń na rzecz prostszych rozwiązań, które mogą stać się zarówno zamiennikiem, jak i uzupełnieniem Nupedii. Jak dla mnie moduł wiki może zostać wdrożony natychmiast, gdyż wymaga bardzo małego utrzymania i ogólnie jest niegroźny. Jest to również potencjalne wielkie źródło informacji.

Jimmy Wales przypisał pomysł użycia wiki do stworzenia Wikipedii Jeremy’emu Rosenfeldowi, natomiast Sanger usłyszał o jej istnieniu od Bena Kovitza. Na podobnym pomyśle wolnego dostępu (jednak innym niż wiki) opierał się projekt GNUPedia. Projekt ten zamarł, a jego autor, Richard Stallman, włączył się w tworzenie Wikipedii.

### Początek

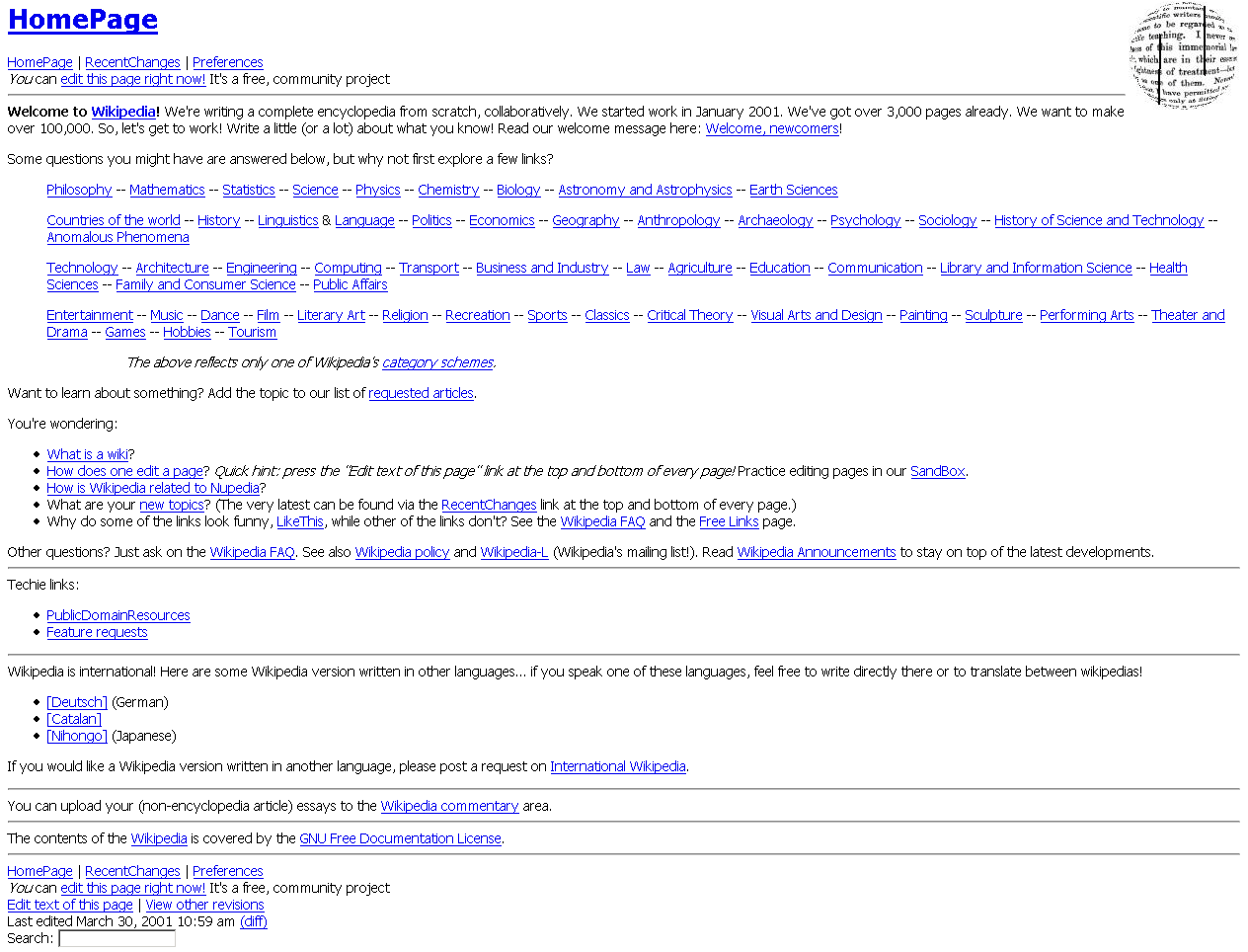
Anglojęzyczna edycja Wikipedii 30 marca 2001, dwa i pół miesiąca po jej założeniu

Wikipedia formalnie została założona 15 stycznia 2001 jako jedna anglojęzyczna edycja, a jej start został ogłoszony przez Sangera na liście dyskusyjnej Nupedii. Początkowo stanowiła dodatek do Nupedii, w którym wszyscy mogli pisać artykuły, a wybrane po recenzji artykuły trafiały do Nupedii. Wikipedia stała się samodzielnym przedsięwzięciem po tym, jak uczestnicy projektu Nupedii odrzucili taki model tworzenia artykułów. Jej zasada „neutralnego punktu widzenia” została skodyfikowana w pierwszych miesiącach istnienia i była podobna do nupediowskiej zasady „niestronniczości”. Z czasem do Wikipedii przenieśli się początkowi edytorzy Nupedii. Do końca pierwszego roku istnienia Wikipedia urosła do około 20 000 artykułów w 18 edycjach językowych. Pod koniec 2002 roku miała już 26 edycji językowych, 46 pod koniec 2003 i 161 pod koniec 2004. Nupedia i Wikipedia istniały równocześnie do 2003 roku, gdy wyłączono serwery Nupedii, a jej zawartość została przeniesiona do Wikipedii.
Polskojęzyczna Wikipedia została założona 26 września 2001 roku przez lekarza internistę Krzysztofa Jasiutowicza oraz fizyka Pawła Jochyma. Początkowo, jako samodzielny projekt Polska Wolna Encyklopedia Sieciowa, umieszczona była pod adresem wiki.rozeta.com.pl. 12 stycznia 2002 roku, zgodnie z sugestią twórców wersji angielskiej, została przyłączona do przedsięwzięcia międzynarodowego i przeniosła się na pl.wikipedia.com. 22 listopada 2002 roku polską Wikipedię umieszczono na serwerze z nową wersją oprogramowania.
Obawiający się reklamowania i braku kontroli w anglocentrycznej Wikipedii uczestnicy projektu hiszpańskojęzycznej Wikipedii stworzyli fork Wikipedii, Enciclopedia Libre w lutym 2002 roku. Później w tym samym roku Wales ogłosił, że Wikipedia nie będzie wyświetlała reklam, a projekt został przeniesiony z wikipedia.com pod adres wikipedia.org.

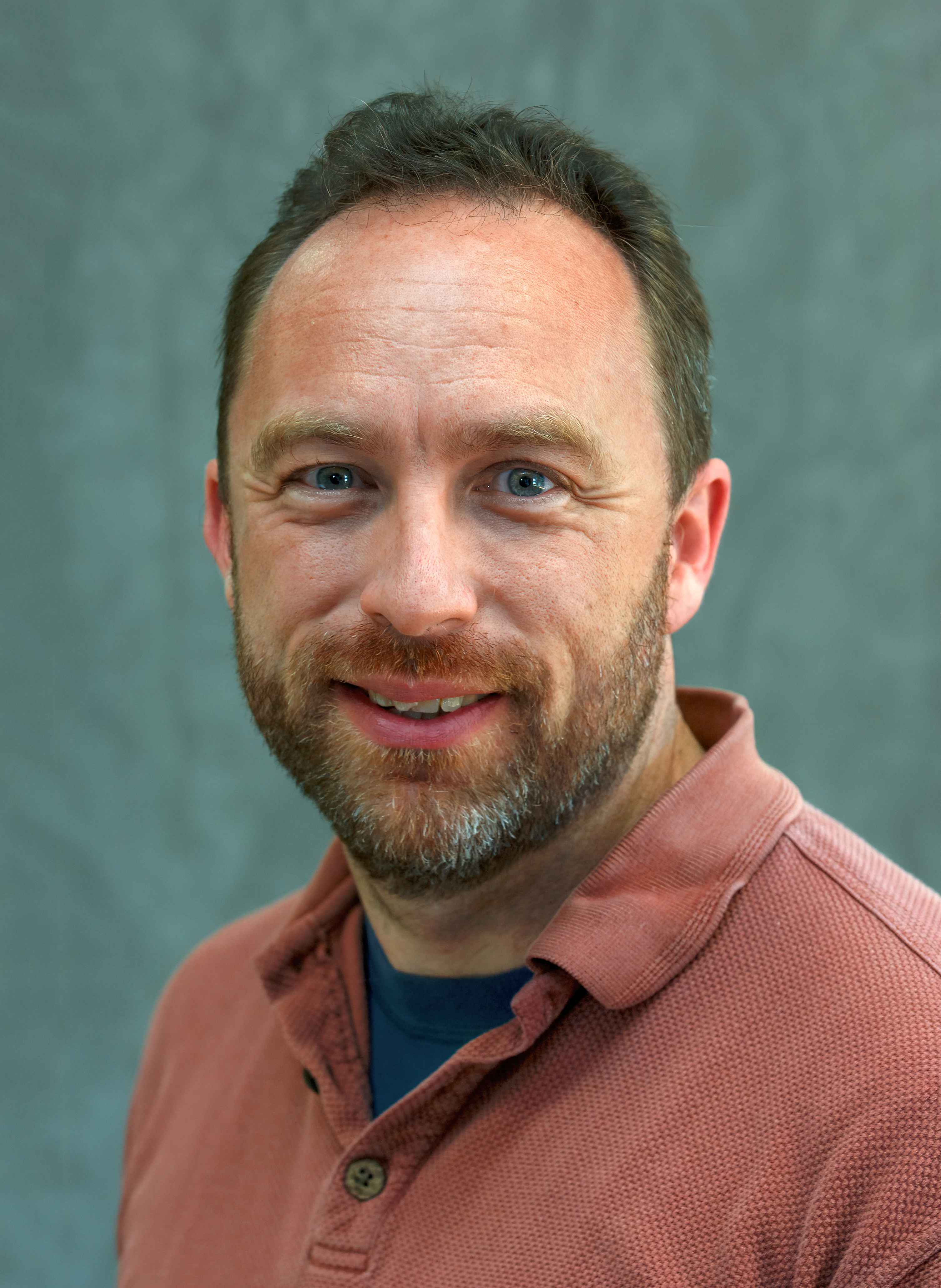
Jimmy „Jimbo” Wales

20 czerwca 2003 roku założyciele Wikipedii i Nupedii postanowili powołać do życia Wikimedia Foundation. Wikipedia i jej siostrzane projekty funkcjonują pod szyldem tej organizacji non-profit. 17 września 2004 roku Wikimedia Foundation złożyła wniosek do amerykańskiego urzędu patentowego, aby zarejestrować słowo Wikipedia oraz jej logo jako znaki towarowe.
W 2006 tygodnik „Time” nazwał Wikipedię „kosmicznym kompendium” internetowej encyklopedii i uznał za wzorową społeczność internetową (wspólnie z Myspace oraz YouTube), nadając tytuł „Człowieka Roku 2006”.
Stopień rozwoju Wikipedii można śledzić, analizując wzrost liczby artykułów. W pierwszych dwóch latach istnienia zawartość Wikipedii zwiększała się w tempie kilkuset artykułów na dobę. W 2004 roku dzienna liczba tworzonych artykułów po raz pierwszy przekroczyła 1000, a w szczycie ich liczba dochodziła do 3000, licząc wszystkie edycje językowe. 22 stycznia 2003 roku angielska Wikipedia przekroczyła 100 000 artykułów. 20 września 2004 powstał milionowy artykuł Wikipedii, licząc wszystkie edycje istniejące w tamtym czasie, a 18 marca 2005 powstał 500 000 artykuł edycji angielskiej. Niecały rok później 1 marca 2006 angielska Wikipedia miała już milion artykułów. Milionowe konto użytkownika zostało założone dwa dni wcześniej. 17 sierpnia 2009 roku w anglojęzycznej Wikipedii powstał trzymilionowy artykuł. Na początku 2007 roku Wikipedia znalazła się na 9. miejscu wśród serwisów internetowych pod względem popularności na świecie.

### Dalszy rozwój
18 stycznia 2012 roku angielska Wikipedia wzięła udział w serii skoordynowanych protestów przeciwko dwóm proponowanym ustawom Kongresu Stanów Zjednoczonych — ustawie Stop Online Piracy Act (SOPA) i ustawie PROTECT IP Act (PIPA) — zaciemniając swoje strony przez 24 godziny. Ponad 162 miliony osób obejrzało stronę z wyjaśnieniem blokady, która tymczasowo zastąpiła jej zawartość. W 2013 roku opracowano Wikiwand, graficzny interfejs użytkownika dla Wikipedii.
20 stycznia 2014 roku raport Subodha Varmy dla „The Economic Times” wskazał, że Wikipedia nie tylko utknęła w martwym punkcie, ale w zeszłym roku straciła prawie dziesięć procent odsłon. Od grudnia 2012 roku do grudnia 2013 roku nastąpił spadek o około dwa miliardy. Problem ten najwyraźniej uwidocznił się w najpopularniejszych wersjach językowych: odsłony angielskiej Wikipedii spadły o 12 procent, niemieckiej o 17 procent, a japońskiej o 9 procent. Varma dodał „Podczas gdy menadżerowie Wikipedii uważają, że może to być spowodowane błędami w liczeniu, inni eksperci uważają, że rozpoczęty w zeszłym roku projekt wykresów wiedzy od Google może zabrać użytkowników Wikipedii”. Także Clay Shirky, profesor nadzwyczajny na Uniwersytecie Nowojorskim i pracownik Harvardzkiego instytutu Berkman Klein Center for Internet & Society, powiedział, że podejrzewa, że w dużej mierze spadek liczby odsłon stron powodowany jest wykresami Google, stwierdzając: „Jeśli możesz uzyskać odpowiedź na twoje pytanie ze strony wyszukiwania, nie musisz klikać [dalej]”. Pod koniec grudnia 2016 roku Wikipedia znalazła się na 5. miejscu wśród serwisów internetowych pod względem popularności na świecie. W 2015 roku Wikipedia otrzymała Nagrodę Księcia Asturii w dziedzinie współpracy międzynarodowej.
W listopadzie 2015 Wikipedia miała ponad 36,9 miliona artykułów we wszystkich wersjach językowych, w tym ponad 5 mln artykułów w wersji anglojęzycznej oraz ponad 1,1 miliona artykułów w wersji polskojęzycznej. Na koniec 2018 roku liczba artykułów w wersji anglojęzycznej sięgnęła niemal 5,8 miliona, a polskojęzycznej ponad 1,3 miliona. W końcu października 2021 wersja anglojęzyczna przekroczyła 6,4 miliona artykułów, a polskojęzyczna niemal 1,5 miliona.
W kwietniu 2015 roku istniało 288 wersji językowych Wikipedii, z czego w sierpniu 2016 roku 58 miało ponad 100 tys. artykułów.

## Wolna treść

### Wolność modyfikacji i ponownego wykorzystania
Do 15 czerwca 2009 Wikipedia była udostępniana na licencji GNU Free Documentation License, będącej jedną z licencji praw autorskich typu copyleft, które pozwalają na dowolną redystrybucję, tworzenie utworów pochodnych i komercyjne wykorzystanie zawartości. Teksty umieszczone w Wikipedii przed tą datą są wciąż dostępne na tych zasadach. Po 15 czerwca 2009 Wikipedia przeszła na licencję CC BY-SA 3.0, opublikowaną przez Creative Commons. Obowiązująca licencja udziela zezwolenia na kopiowanie, rozpowszechnianie i modyfikowanie treści artykułów Wikipedii zgodnie z zasadami licencji „Creative Commons Uznanie autorstwa Na tych samych warunkach 3.0 Unported” lub dowolnej późniejszej jej wersji. Gdy użytkownik wprowadza własną treść, zachowuje prawo autorskie do tego tekstu, lecz jednocześnie zgadza się bezwarunkowo i na zawsze na udostępnienie własnej pracy na podanej licencji. Wikipedia może zawierać teksty i ich modyfikacje z innych źródeł, które używają tej samej licencji.
Zawartość Wikipedii była cytowana oraz kopiowana przez setki stron dzięki kopiom baz danych oraz używana na wykładach, w książkach i konferencjach. Treść Wikipedii wykorzystana jest w sądownictwie oraz na stronie internetowej parlamentu Kanady (na stronie o ustawie Civil Marriage Act w liście „więcej informacji” znajduje się link do artykułu w angielskiej Wikipedii, Same-sex marriage). Niektórzy użytkownicy Wikipedii tworzą ogólną listę takich użyć.
W 2015 amerykański artysta Michael Mandiberg wydrukował część spośród, jak ocenił, 7473 tomów, jakich wymagałoby wydanie całej treści angielskojęzycznej Wikipedii w formie książkowej. By dochować wierności licencji, projekt Drukowanej Wikipedii zawierał także 36-tomowy suplement z nazwami wszystkich 7,5 miliona współautorów angielskojęzycznej Wikipedii w jej wersji z 7 kwietnia 2015 roku. Spis treści mieścił się w 91 dodatkowych tomach, po 700 stron każdy.

### Ograniczenia
Wikipedia zbudowana została na przekonaniu, że współpraca pomiędzy użytkownikami będzie prowadziła do stałej poprawy zawartości merytorycznej artykułów, w sposób, w jaki udało się to osiągnąć w wielu projektach otwartego oprogramowania. Niektórzy edytorzy Wikipedii opisali proces edycji artykułów jako „ewolucyjny proces darwinizmu społecznego”. J. Zittrain stwierdził jednak, że Wikipedia dzieli ten przymiot Internetu, że została zaprojektowana w ambitnym celu, lecz bez zabezpieczania się przed problemami, które mogłyby wykorzystać wyjątkową elastyczność zasad. Początkowo więc wszyscy odwiedzający mogli edytować zawartość Wikipedii oraz tworzyć nowe artykuły, a wszystkie zmiany były widoczne natychmiast po naciśnięciu przycisku „Zapisz”.
Szeroki dostęp do edytowania umożliwia działanie na szkodę Wikipedii. Takie działania nazywane są „wandalizmami”. Ponieważ jednak każda edycja jest odnotowana, wandalizmy mogą być wykryte i usunięte. Aby ograniczyć skutki działalności wandali, w 2008 roku w niektórych wersjach językowych wprowadzono mechanizm, dzięki któremu czytelnicy widzą wersję strony zatwierdzoną przez zaufanego użytkownika – redaktora. W największej, anglojęzycznej wersji językowej zdecydowano się na uruchomienie tego mechanizmu w latach 2010-2011.
Model współpracy w czasie rzeczywistym pozwala edytorom na szybkie rozwijanie stron. W niektórych przypadkach odmienne wizje na temat zawartości stron prowadzą do „wojen edycyjnych”, czyli stanu, w którym edytorzy zmieniają strony według własnych informacji wycofując nawzajem swoje zmiany. Administratorzy mają możliwość zabezpieczenia stron, m.in. w celu wyciszenia wojen edycyjnych czy ochrony przed wandalami.
Pomimo tego, że zawartość Wikipedii jest dostępna na wolnej licencji, pewien procent multimediów w niektórych wersjach językowych Wikipedii nie jest udostępniany na wolnych licencjach. Przykładami są próbki utworów lub niektóre ilustracje. Wszystkie „nie-wolne” materiały używane są zgodnie z amerykańskim prawem dozwolonego użytku (ang. fair use). W Wikipedii polsko- oraz m.in. niemiecko-, portugalsko- i duńskojęzycznej obowiązuje zakaz publikacji materiałów, które nie są objęte wolnymi licencjami. W polskiej społeczności wikipedystów odbyła się debata na temat ewentualnego dopuszczenia do użycia w polskojęzycznej Wikipedii tego rodzaju plików, lecz po konsultacji prawniczej z Piotrem Waglowskim takie użycie plików okazało się niezgodne z polskim prawem dozwolonego użytku.

## Zasady
Twórców treści Wikipedii obowiązują normy wspólne dla wszystkich wersji językowych Wikipedii zwane „pięcioma filarami”. Określają one podstawowe cechy: „Wikipedia to encyklopedia”, „Wikipedia to neutralny punkt widzenia”, „Wikipedia to wolny zbiór wiedzy”, „Wikipedia to przestrzeganie netykiety” oraz „Wikipedia to brak sztywnych reguł”. Z tych filarów wynikają podstawowe zasady projektu: „Nie przedstawiamy twórczości własnej”, „Czym Wikipedia nie jest”, „Neutralny punkt widzenia”, „Weryfikowalność” i „Prawa autorskie”.
Artykuły Wikipedii opisują tematy encyklopedyczne – zauważalne, nie tymczasowe i będące przedmiotem opisu w wiarygodnych źródłach. Zakazane jest wprowadzanie twierdzeń, które wcześniej nie zostały opublikowane. Wszystkie zawarte w Wikipedii informacje muszą bazować na publikacjach, a twórczość wikipedystów, związanych granicami dostępnej w nich wiedzy, może polegać najwyżej na ich kompilacji. Każdy artykuł powinien być zapisany w sposób neutralny – z uwzględnieniem różnych, istotnych punktów widzenia, bez wskazywania, który pogląd jest słuszny. Unikać należy definiowania pojęć z wąskiej perspektywy, np. w poszczególnych wersjach językowych nie należy pisać z perspektywy wyłącznie danego kraju (zob. polonocentryzm). Artykuły pisane są stylem encyklopedycznym – Wikipedia nie jest blogiem ani mównicą. Czytelnicy Wikipedii powinni mieć możliwość zweryfikowania wszystkich zawartych w nich informacji w związku z czym konieczne jest wskazywanie i powiązanie ich z wiarygodnymi, opublikowanymi źródłami. Wszystkie treści na Wikipedii przestrzegać muszą prawa autorskiego (nie wolno plagiatować treści ze źródeł) i są udostępniane na wolnej licencji. W przypadku kopiowania treści z Wikipedii na użytek własny należy zaznaczyć, skąd pochodzi pobrany materiał.
Społeczność twórców każdej wersji językowej Wikipedii ma prawo interpretowania i rozwijania zasad wynikających z filarów, a także tworzenia, zmiany i znoszenia innych zasad. Takie decyzje podejmowane są w wyniku dyskusji i konsensusu, a gdy jest to niemożliwe, przeprowadzane są głosowania. Na dyskusji i konsensusie opiera się także organizacja pracy edytorów (Wikipedia nie jest demokracją, biurokracją, anarchią). Wszyscy uczestniczący w rozwoju projektu powinni przestrzegać netykiety.
Początkowo podstawowe zasady nowo tworzonych wersji językowych były tłumaczone z Wikipedii anglojęzycznej, następnie podlegały zmianom w zależności od woli społeczności twórców. Nad przestrzeganiem zasad Wikipedii czuwają sami edytorzy, stale kontrolujący wprowadzane zmiany. Aktywni, zaufani i doświadczeni edytorzy mogą uzyskiwać uprawnienia redaktorów, a później administratorów, zwiększające techniczne możliwości ochrony i respektowania zasad.
Łamanie zasad przez uczestników projektu może skończyć się zablokowaniem konta.
Zawartość Wikipedii, poza wewnętrznymi zasadami, podlega także zewnętrznym regulacjom prawnym – w szczególności prawu autorskiemu. Za prawo właściwe uznaje się te wynikające z miejsca rejestracji i prowadzenia działalności przez Wikimedia Foundation (prawo Stanów Zjednoczonych) oraz prawo właściwe dla użytkownika.

## Edytowanie
Wikipedia umożliwia każdemu użytkownikowi edycję jej stron w czasie rzeczywistym. Osoba, która chce zmienić lub dodać informację może kliknąć na zakładkę na artykułem „Edytuj” (pozwala to na edycję artykułu w podglądzie takim samym jak tryb odczytu) lub „Edytuj kod źródłowy” (edytowany jest kod źródłowy zgodny z mechanizmem wiki). Użytkownik może zmieniać lub dodać nowy tekst, ilustracje, tabele, wykresy itd. Używanie składni języka HTML jest dozwolone, lecz nie jest zalecane. Edytor wizualny pozwalający na edytowanie Wikipedii bez znajomości kodu źródłowego wprowadzono w 2013 roku. Podczas edycji hasła w tym trybie, wikikod pozostaje ukryty, a modyfikacja zawartości artykułu polega na klikaniu w widoczny tekst i przyciski. W każdej chwili użytkownik może przełączyć się między edytorem wizualnym a tradycyjnym edytorem kodu. Kończąc edycję należy kliknąć przycisk „Opublikuj zmiany” (w edytorze wizualnym) lub „Zapisz” (w edytorze kodu).
Możliwość edycji wybranych stron bywa czasowo ograniczana (na przykład tylko dla zalogowanych użytkowników) ze względu na powtarzające się wandalizmy lub wojny edycyjne (powtarzające się wprowadzanie lub usuwanie odmiennych treści). Niektóre wersje językowe wprowadziły mechanizm wersji przejrzanych, który wymaga akceptacji lub wycofania zmian przez redaktorów i adminów, zanim będą one widoczne dla każdego. Wikipedia pozwala na porównywanie różnych wersji strony z zaznaczeniem wszystkich różnic między nimi. Pozwala to zatrzymać różnego rodzaju wandalizmy. Każdy artykuł ma swoją stronę dyskusji, na której każdy może zgłosić uwagi lub błędy dotyczące hasła, nawet w przypadku, gdy edycja artykułu została zablokowana.
Każdy artykuł jest umieszczony w przynajmniej jednej kategorii. Jest to system podziału wszystkich haseł na powiązane tematycznie grupy. System kategorii jest zbudowany na zasadzie skierowanego i acyklicznego grafu. Oznacza to, że każda kategoria jest umieszczona w kategorii nadrzędnej, a artykuły nie powinny zawierać jednocześnie kategorii i elementu jej nadrzędnego. Innym komponentem pomocnym w nawigacji pomiędzy artykułami są szablony. Są to elementy przypominające tabelę, umieszczane zazwyczaj na dole strony, zawierające hasła zbliżone tematyczne. Wszelkie pliki multimedialne użyte w artykule muszą być wcześniej umieszczone na stronie Wikimedia Commons. Każdy z plików posiada swój opis, datę wykonania i licencję użycia.
Wikipedyści mają dostęp do stron specjalnych ułatwiających edytowanie i wzajemną kontrolę edycji. Strona „Ostatnie zmiany” pozwala na podgląd i patrolowanie niedawno wykonanych zmian, i wychwytywanie podejrzanych o niezgodność z zasadami. Strona „Obserwowane” pozwala zalogowanym użytkownikom śledzić zmiany na stronach, które wcześniej edytowali lub ręcznie dodali do listy obserwowanych. Każdy edytor może zgłosić nowe lub ostatnio rozbudowane hasło do sekcji „Czy Wiesz” eksponowanej na stronie głównej Wikipedii. Artykuł ten przed wyświetleniem musi przejść weryfikację przynajmniej trzech innych osób. Dodatkowo osoby zalogowane mają dostęp do gadżetów pozwalającym na m.in. szybkie dodanie kategorii czy autokorektę tekstu.
Poza wikipedystami projekt jest również rozwijany za pomocą botów zaprojektowanych wcześniej przez ich właścicieli. Przed użyciem bota jego właściciel musi zgłosić chęć jego włączenia, opisać jego zadanie i ilość powiązanych stron. Każdy z programów ma zazwyczaj jedną główną funkcję; przykładowo mogą to być: poprawa błędów gramatycznych i interpunkcji, usuwanie błędnych linków czy tworzenie nowych artykułów na bazie zewnętrznej strony internetowej.

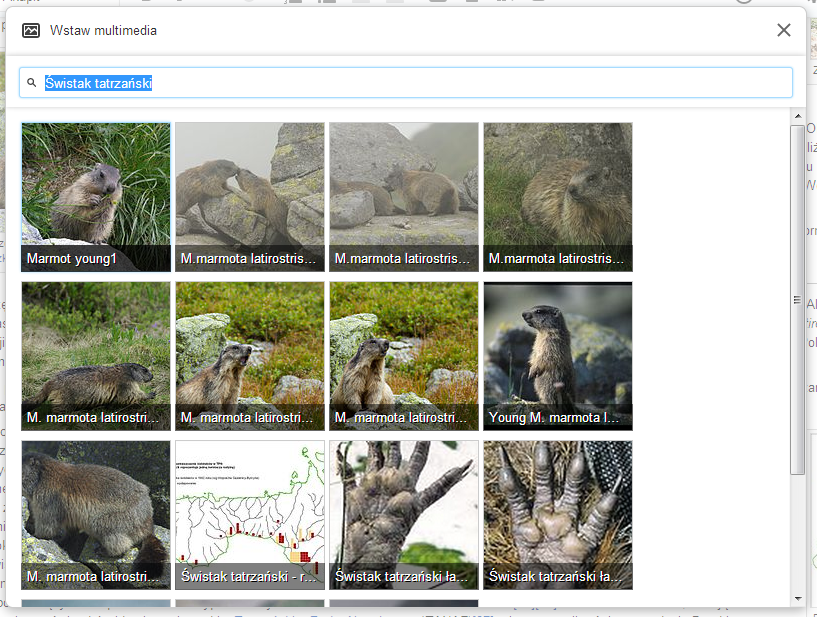
Edytor wizualny – wybieranie pliku do artykułu
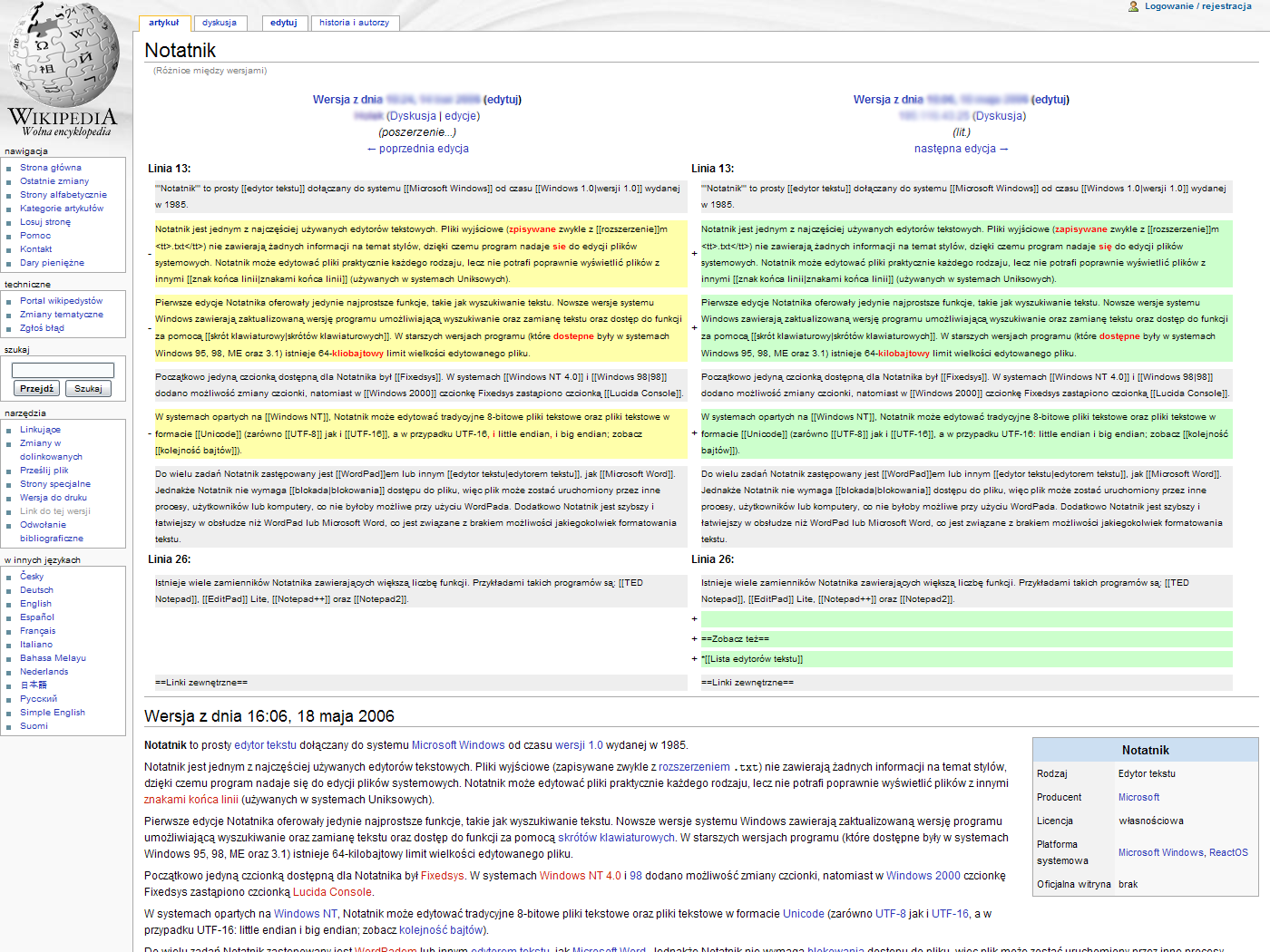
Porównywanie dwóch wersji danego artykułu. Różnice pomiędzy nimi wyróżnione są na czerwono. Zrzut ekranu ukazuje wersję oprogramowania z 2006
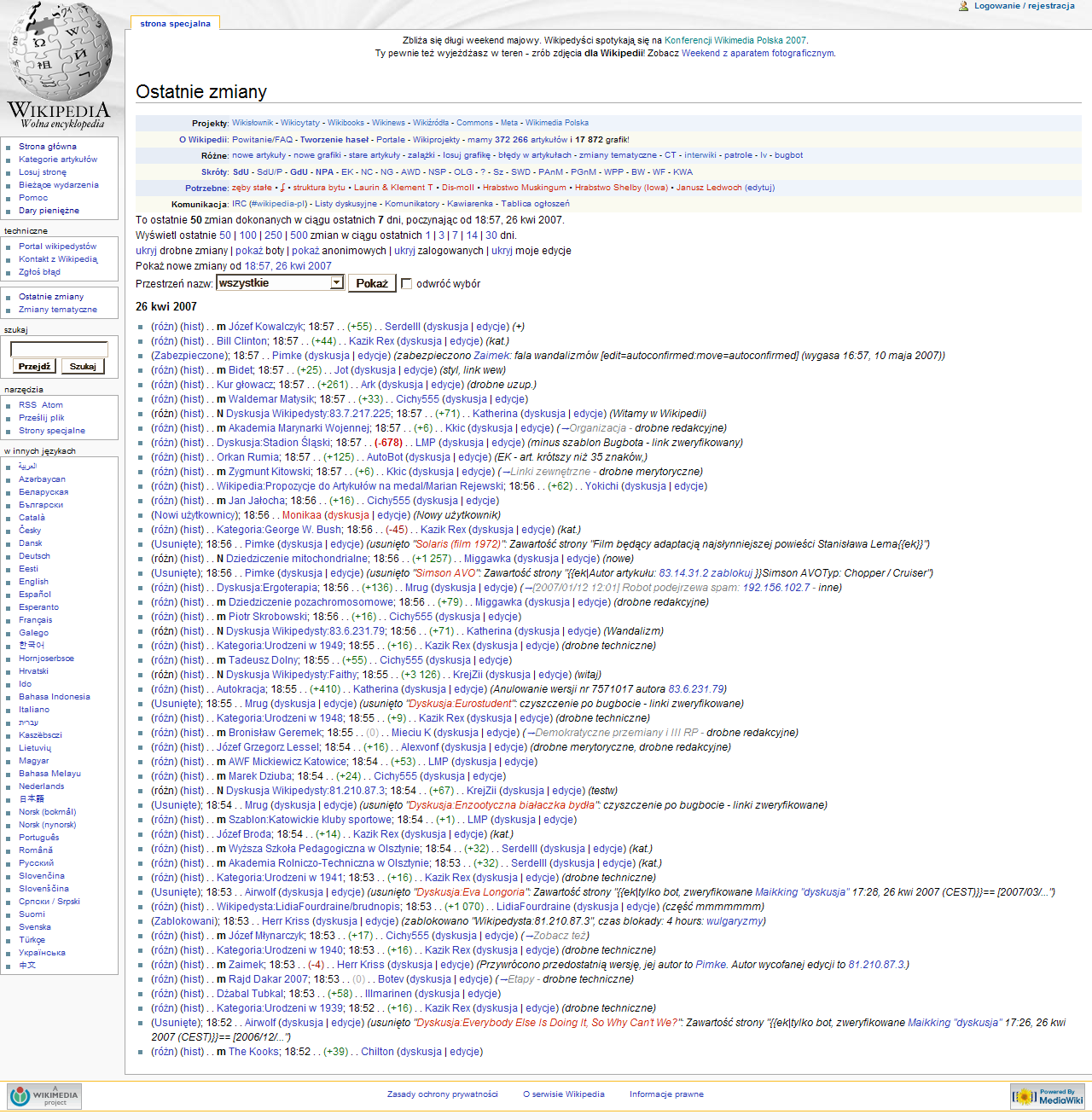
Strona „Ostatnie zmiany”. Zrzut ekranu ukazuje wersję oprogramowania z 2007

## Wersje językowe

Najpopularniejsze wersje językowe według krajów (grudzień 2022)

W 2021 roku Wikipedia miała 323 wersje językowe. Spośród nich Wikipedia anglojęzyczna i w języku cebuańskim miały ponad 5 mln artykułów, 19 wersji miało ponad milion artykułów, a 44 ponad 100 tysięcy.
Każda edycja językowa działa w ramach bardzo szerokiej autonomii. Jest ona ograniczona fundamentalnymi i niepodlegającymi dyskusji zasadami, wspólnymi dla wszystkich wersji językowych, zwanymi „pięcioma filarami”. Wszystkie edycje językowe muszą podporządkowywać się także głównym zasadom, takim jak „neutralny punkt widzenia”. Inne normy przyjęte w różnych wersjach językowych Wikipedii mogą się różnić dość znacząco między sobą. Niektóre języki mają kilka dialektów np. angielski – odmiana amerykańska i brytyjska. W takim przypadku dany artykuł w całości powinien używać jednej odmiany języka. Tematy silnie związane z danym krajem lub regionem powinny być pisane lokalnym dialektem przykładowo: Wojna Secesyjna – angielski amerykański, Szekspir – angielski brytyjski.
Żadna edycja na danej wersji językowej nie jest ograniczona informacjami zawartymi lub nieobecnymi w hasłach w innej wersji językowej. Żaden z artykułów na ten sam temat nie musi – choć może być – tłumaczony z innych wersji językowych. Łączność między artykułami i grafikami z różnych wersji językowych Wikipedii jest utrzymywana dzięki mechanizmowi specjalnych linków „Interwiki”, które umożliwiają szybkie przemieszczanie się z jednej wersji do drugiej. Oprócz tego istnieją też specjalne strony z listami artykułów, które warto przetłumaczyć. Multimedia na wolnych licencjach mogą być udostępniane poprzez wspólne dla wszystkich projektów Wikimedia Foundation repozytorium mediów o nazwie Wikimedia Commons. Oprócz artykułów w wersji pisemnej, niektóre wersje językowe udostępniają wybrane hasła w wersji audio. Zazwyczaj są to treści o wysokiej jakości.
Sama liczba artykułów nie jest jednak najlepszym wskaźnikiem do porównywania poziomu rozwoju danej wersji językowej. W niektórych wersjach Wikipedii może być tak, że część haseł to krótkie artykuły stworzone przez boty internetowe.

## Blokowanie dostępu do Wikipedii
Władze niektórych krajów podejmowały decyzje o uniemożliwieniu wyświetlania treści Wikipedii internautom. Wielokrotnie dostęp blokowano w Chinach.
Władze uniemożliwiają też dostęp do wybranych artykułów lub próbują je cenzurować. W 2013 roku agenci DCRI, komórki Ministerstwa Spraw Wewnętrznych Francji, próbowali wymusić usunięcie artykułu na temat wojskowej stacji radiowej Pierre-Sur-Haute, umieszczonego na francuskojęzycznej Wikipedii. W listopadzie 2013 w raporcie amerykańskiego Center for Global Communication Studies wykazano, że władze Iranu blokowały dostęp do 963 stron na Wikipedii w języku perskim.
29 kwietnia 2017 dostęp do Wikipedii, bez podania powodu, zablokowały władze tureckie na terenie tego kraju. Po trzech latach została jednak odblokowana.
Przykładem inicjatywy przeciwstawiającej się blokowaniu dostępu do Wikipedii jest Kiwix, umożliwiający dostęp do jej treści w trybie offline.

## Odbiór
Ze względu na swoją popularność i światowy zasięg Wikipedia jest często komentowana w mediach. Bardzo często krytykowany jest jej otwarty model i łatwość wandalizowania. Innymi tematami są jakość i stronniczość konkretnych artykułów.

### Jakość
Najwięcej recenzji projektu pojawiło się w jego pierwszych latach działania. Hasła dla tradycyjnych encyklopedii, takich jak Encyklopedia Britannica są pisane przez ekspertów, dzięki czemu mają one dużą reputację i wiarygodność. Jednak w 2005 roku przegląd czterdziestu dwóch naukowych wpisów na Wikipedii i Britannice, opublikowany w „Nature”, wykazał kilka różnic w dokładności i stwierdził, że „przeciętny wpis naukowy w Wikipedii zawierał około czterech nieścisłości; Britannica — około trzech”. Joseph Reagle zasugerował, że chociaż badanie odzwierciedla aktualną siłę edytorów Wikipedii w artykułach naukowych, „Wikipedia mogła by nie poradzić sobie tak dobrze przy użyciu losowej próby z artykułów lub przedmiotów humanistycznych”. Andrew Orlowski z „The Register” podniósł podobną krytykę. Wnioski „Nature” zostały zakwestionowane przez Britannicę, ale w odpowiedzi „Nature” odrzuciła te zarzuty. Inni kwestionowali także wielkość próby i metody używane w badaniu „Nature”, sugerując wadliwość analizy (ręczny wybór artykułów), brak analizy statystycznej (np. zgłoszonych przedziałów ufności) oraz brak badania mocy statystycznej. W 2006 roku strona internetowa Wikipedia Watch wymieniła dziesiątki przykładów plagiatów w angielskiej Wikipedii.
W opinii niektórych krytyków, otwarty charakter Wikipedii i brak odpowiednich źródeł większości informacji sprawia, że jest ona mało rzetelna. Niektórzy komentatorzy sugerują, że Wikipedia może być wiarygodna, ale wiarygodność każdego artykułu nie jest oczywista. Redaktorzy tradycyjnych publikacji, takich jak Encyclopedia Britannica, kwestionowali użyteczność i status projektu jako encyklopedii. Współzałożyciel Wikipedii Jimmy Wales twierdzi, że Wikipedia w dużej mierze uniknęła problemu fake newsów, ponieważ społeczność Wikipedii regularnie debatuje nad jakością źródeł w artykułach. Ponadto nazwał ją „próbą stworzenia i rozpowszechnienia wielojęzycznej wolnej encyklopedii o najwyższym możliwym poziomie dla każdej osoby na Ziemi w jej własnym języku”, a także napisał „celem jest napisanie Wikipedii w jakości Britannici lub lepszej”.
Ekonomista Tyler Cowen napisał: „Gdybym miał zgadywać, czy Wikipedia, czy przeciętny cytowany artykuł w czasopiśmie ekonomicznym jest bardziej rzetelny, po przemyśleniu, wybrałbym Wikipedię”. Jego zdaniem niektóre tradycyjne źródła literatury faktu cierpią z powodu systemowych uprzedzeń i nowych badań na dany temat, i są nadmiernie używane w artykułach w czasopismach, a istotne informacje są pomijane w doniesieniach prasowych. Przestrzega jednak, że na stronach internetowych często znajdują się błędy i że naukowcy i eksperci muszą być czujni w ich poprawianiu. Amy Bruckman uważa, że ze względu na dużą liczbę edytorów „zawartość popularnej strony na Wikipedii jest w rzeczywistości najbardziej wiarygodną formą informacji, jaką kiedykolwiek stworzono”.

### Model wiki
Wikipedia jest serwisem internetowym opartym na mechanizmie wiki, gdzie każdy może w łatwy sposób ją edytować. W konsekwencji otwartej struktury, Wikipedia nie daje żadnej gwarancji ważności swojej treści, ponieważ nikt nie ponosi ostatecznej odpowiedzialności za pojawiające się w niej roszczenia. W 2009 roku firma PC World wyraziła obawy dotyczące braku odpowiedzialności wynikającej z anonimowości użytkowników, wprowadzania fałszywych informacji, wandalizmów i tym podobnych problemów.
Otwartość Wikipedii z natury sprawia, że jest ona łatwym celem dla internetowych trolli, spamerów i różnych form płatnego wsparcia, postrzeganych jako szkodliwych dla utrzymywania neutralnej i weryfikowalnej encyklopedii internetowej. W odpowiedzi na problemy związane z opłaconymi edycjami i anonimowością, w artykule „The Wall Street Journal” napisano, że Wikipedia wzmocniła swoje zasady i przepisy przeciwko anonimowym edycjom. W artykule stwierdzono: „Od poniedziałku [od daty artykułu, 16 czerwca 2014 roku], zmiany w warunkach korzystania z Wikipedii będą wymagać od każdego, kto zapłacił za edycję artykułów, ujawnienia tych informacji. Katherine Maher, dyrektor ds. komunikacji w Fundacji Wikimedia, powiedziała, że zmiany odpowiadają przekonaniu redaktorów, że nie są usługą reklamową tylko encyklopedią. Te kwestie, między innymi, były parodiowane, zwłaszcza przez Stephena Colberta w programie satyrycznym „The Colbert Report”.
Różni Wikipedyści skrytykowali obszerną i rosnącą regulację Wikipedii, która w 2014 roku obejmowała ponad 50 zasad i prawie 150 tysięcy słów.

### Stronniczość
Niektórzy krytycy stwierdzili, że Wikipedia wykazuje stronniczość systemową. W 2010 roku felietonista i dziennikarz Edwin Black opisał Wikipedię jako mieszankę „prawdy, półprawdy i fałszu”. Redaktorzy „The Chronicle of Higher Education” i „The Journal of Academic Librarianship” skrytykowali politykę projektu. Stwierdzili, że fakt, iż Wikipedia wyraźnie nie ma na celu dostarczania prawidłowych informacji na dany temat, ale raczej skupia się na wszystkich głównych punktach widzenia na dany temat i poświęca mniej uwagi drobnym sprawom i pomija niektóre tematy, co może prowadzić u czytelników do złych przekonań opartych na niekompletnych informacjach.
Dziennikarze Oliver Kamm i Edwin Black stwierdzili (odpowiednio w 2010 i 2011 roku), że rozwój artykułów jest zdominowany przez najgłośniejsze i najbardziej uporczywe głosy, zwykle przez grupę osób. W 2008 roku na łamach magazynu „Education Next” pojawił się materiał mówiący, że ponieważ Wikipedia zawiera informacje na tematy kontrowersyjne, jest przez to przedmiotem manipulacji i spinów.

## Wpływ na kulturę

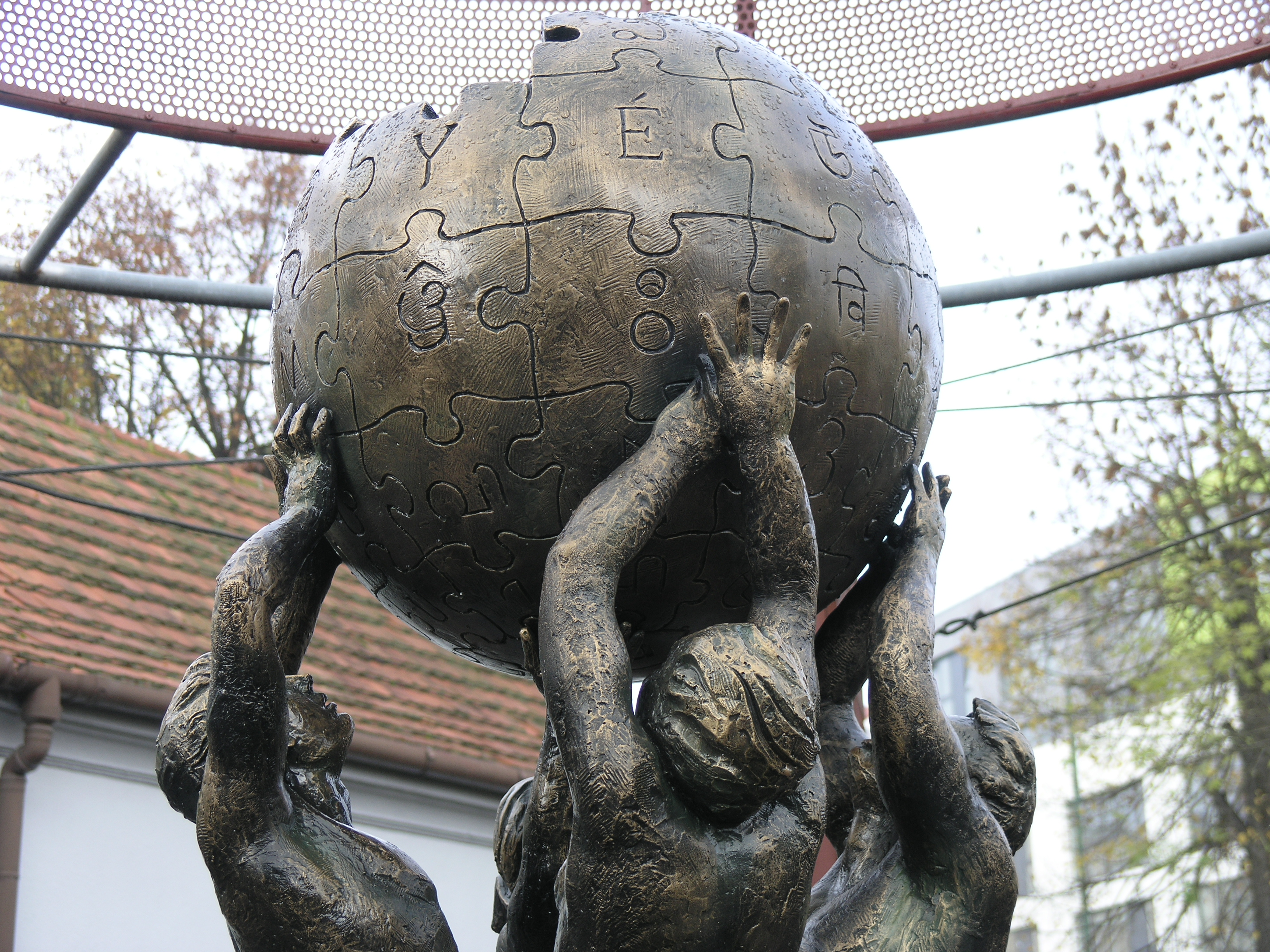
Pomnik Wikipedii w Słubicach

Wikipedia jest darmową encyklopedią, przez co dostęp do niej ma każda osoba z dostępem do Internetu. Na przestrzeni lat była jedną z częściej oglądanych stron internetowych.

### Klasyczne encyklopedie
Jedną z bardziej widocznych konsekwencji popularności Wikipedii był koniec papierowych encyklopedii takich jak Encyklopedia Britannica. Pisarz Nicholas Carr napisał w 2005 roku esej „The amorality of Web 2.0”, w którym skrytykował strony internetowe z treścią generowaną przez użytkowników, takie jak Wikipedia, za to, że mogą doprowadzić do upadku profesjonalnych (i jego zdaniem lepszych) producentów treści, ponieważ „darmowe zawsze przebije jakość”. Carr napisał: „We wzniosłych wizjach Web 2.0 zawarta jest dominacja amatora. Nie wyobrażam sobie niczego bardziej przerażającego”.

### Źródło wiedzy
Wraz z rosnącą liczbą artykułów i poprawą ich treści Wikipedia dla wielu osób stała się głównym źródłem informacji. Kliknięcia w wyniki wyszukiwarek takich jak Google czy Yahoo stanowią ponad połowę ruchu na encyklopedii. Według badań przeprowadzonych przez Lee Ann Prescott ruch na Wikipedii wzrasta regularnie we wrześniu (początek szkoły) i w maju (egzaminy końcowe), a spada w okresie Świąt i wakacji. Według badań „Pew Internet & American Life Project” z 2007 roku co trzeci dorosły użytkownik Internetu w USA przynajmniej raz użył Wikipedii. Osoby młodsze częściej sięgają po encyklopedię, odpowiednio grupy wiekowe 18-29 44%, 30-49 38%, 50-64 31% i osoby 65+ 26%. Podobnie osoby z wykształceniem wyższym częściej wybierały Wikipedię od osób po szkole średniej, odpowiednio 50% i 22%.

### Uhonorowanie
W styczniu 2013 roku 274301 Wikipedia, asteroida, została nazwana na cześć Wikipedii. W październiku 2014 roku Wikipedia została uhonorowana pomnikiem Wikipedii w Słubicach. W kwietniu 2019 roku izraelska sonda Beresheet rozbiła się na powierzchni Księżyca, niosąc kopię prawie całej angielskiej Wikipedii wygrawerowanej na cienkich płytkach niklowych; eksperci twierdzą, że płyty prawdopodobnie przetrwały katastrofę. W czerwcu 2019 naukowcy poinformowali, że wszystkie 16 GB tekstu artykułów z angielskiej Wikipedii zostały zakodowane w syntetycznym DNA.

### Satyra
Na przestrzeni lat Wikipedia stała się celem różnych żartów. Komik Stephen Colbert parodiował lub odwoływał się do Wikipedii w wielu odcinkach swojego programu „The Colbert Report” i ukuł powiązany termin „wikiality”, co oznacza „razem możemy stworzyć rzeczywistość, na którą wszyscy się zgadzamy – rzeczywistość, na którą właśnie się zgodziliśmy”. W lipcu 2009 roku BBC Radio 4 nadało audycję o nazwie Bigipedia, która opisywała stronę internetową będącą parodią Wikipedii. Niektóre szkice były bezpośrednio inspirowane Wikipedią i jej artykułami. W kwietniu 2007 roku w jednym z odcinków amerykańskiej komedii Biuro, kierownik biura Michael Scott pokazuje, że opiera się na hipotetycznym artykule z Wikipedii, aby uzyskać informacje na temat taktyk negocjacyjnych, aby wspomóc się w negocjacji o niższe wynagrodzenie dla pracownika.

## Organizacja

### Oprogramowanie i sprzęt

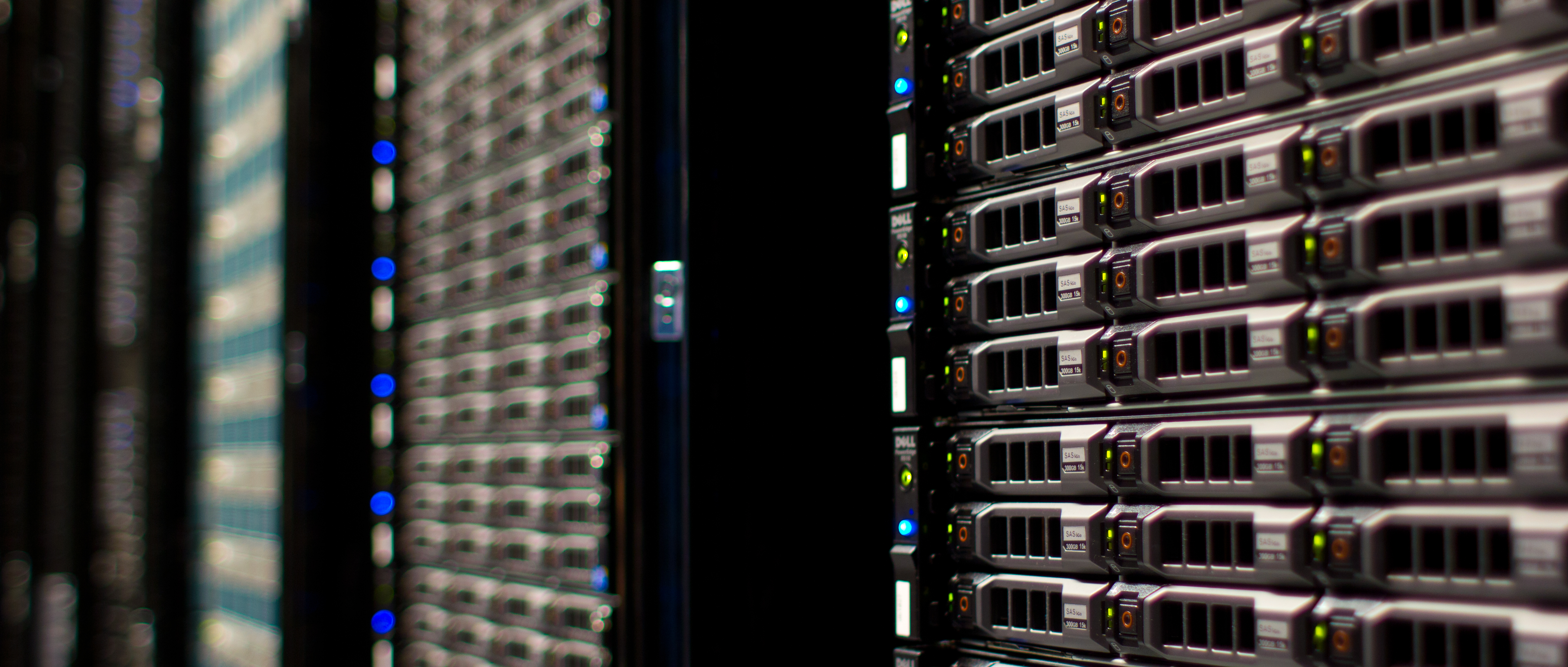
Część serwerów Wikimedia Foundation, 2012

Wikipedia bazuje na wolnym oprogramowaniu MediaWiki, które technicznie jest aplikacją PHP współpracującą z MySQL. Ruch i zapisywanie zmian Wikipedii jest obsługiwane przez kilkaset serwerów, znajdujących się na Florydzie i w czterech innych miejscach na świecie. Aktualna wersja MediaWiki jest nazywana jej „Fazą III”. Początkowo Wikipedia opierała się na aplikacji CGI UseModWiki autorstwa Clifforda Adamsa. Ta wersja oprogramowania nazywana jest obecnie „Fazą I”. Wersja ta wymagała użycia systemu CamelCase dla linków, później możliwe stało się użycie podwójnych nawiasów. W styczniu 2002 Wikipedia zaczęła działać na silniku PHP z bazą danych MySQL. To oprogramowanie „Faza II” napisane zostało specjalnie dla projektu Wikipedia przez Magnusa Manske. W odpowiedzi na wzrost zapotrzebowania oprogramowanie przeszło kilka serii modyfikacji, aby poprawić jego działanie. Ostatecznie zostało napisane od nowa, tym razem przez Lee Daniela Crockera. Wprowadzone do użytku w lipcu 2002 oprogramowanie Fazy III nazwane zostało MediaWiki. Oparte zostało na licencji GNU General Public License i wykorzystane także w innych projektach Wikimedia Foundation.
Wikipedia była obsługiwana przez jeden serwer do 2003 roku, gdy instalacja serwerów została rozbudowana do architektury wielowarstwowej. Z czasem liczba serwerów rosła, w grudniu 2009 roku Wikimedia działała na 300 serwerach na Florydzie i 44 w Amsterdamie. Aktualny status serwerów Wikipedii jest widoczny na stronie Grafana (do września 2007 funkcjonowała też strona „Wikipedia Status” w serwisie „OpenFacts, the Open Source Knowledge Database”).
W 2007 roku Wikimedia Foundation wydała także aplikacje mobilną na systemy Android, iOS i Windows Phone do przeglądania Wikipedii.

### Fundusze
Wikipedia utrzymywana jest z pieniędzy gromadzonych przez Wikimedia Foundation. Na początku istnienia Wikipedii, zanim powstała Wikimedia Foundation, ważną rolę w zakresie finansowania i udostępniania własnej infrastruktury odegrało przedsiębiorstwo Bomis.
W 2012 pojawiały się doniesienia, jakoby Wikimedia Foundation miała zrezygnować ze statusu organizacji non-profit i pozyskiwać wpływy pieniężne z reklam. Było to nieprawdą, a pojawianie się reklam w artykułach okazało się wynikiem zainfekowania komputera złośliwym oprogramowaniem.

### Społeczność

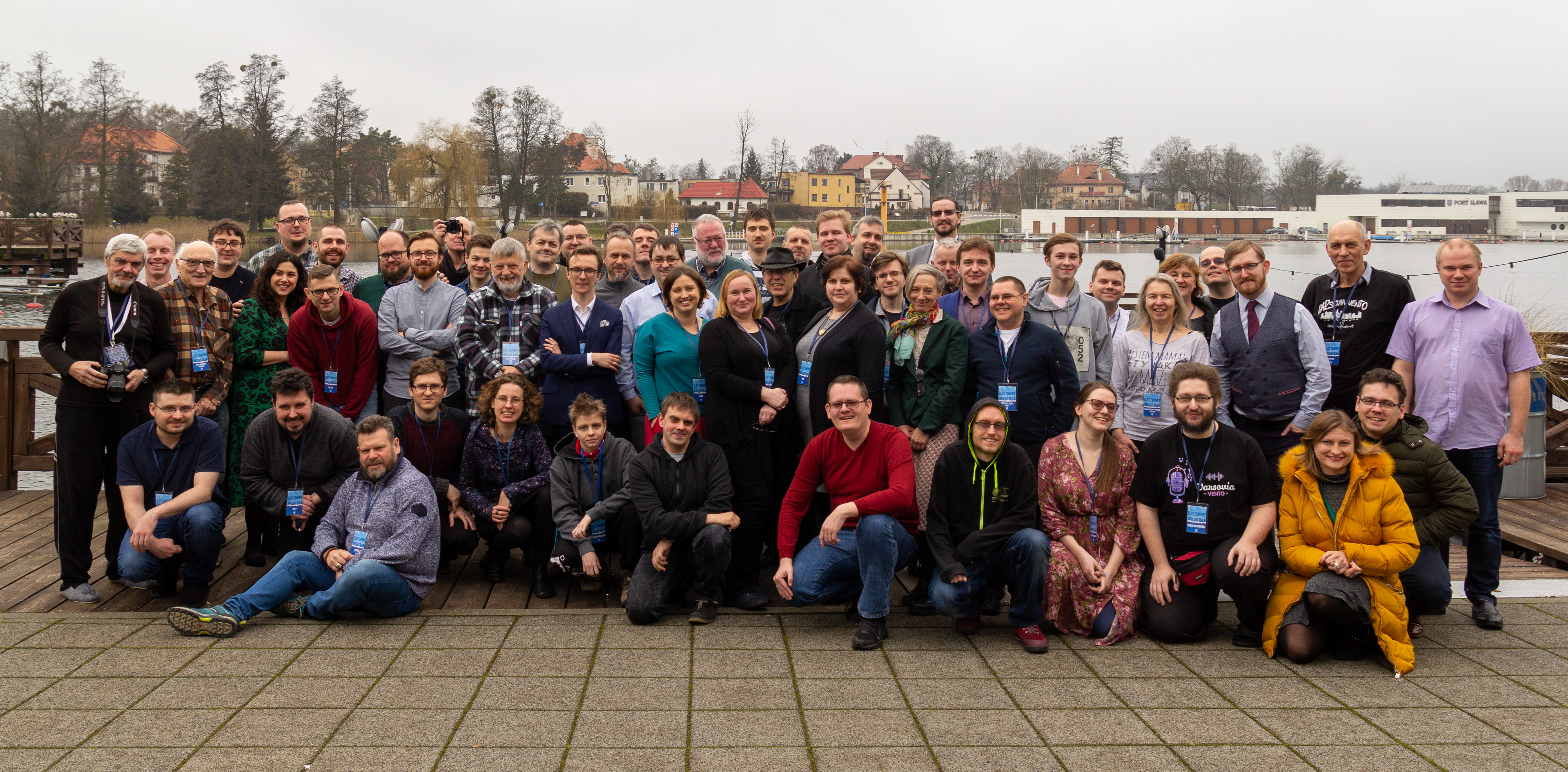
Wikipedyści i wikipedystki na zlocie w Iławie (2020)

Osoby które aktywnie edytują Wikipedię określa się społecznością wikipedystów. Słowo wikipedysta (ang. Wikipedian) zostało dodane do słownika Oxford English Dictionary. Badanie opublikowane w 2010 roku wykazało, że baza autorów Wikipedii składała się z zaledwie w 13% z kobiet, natomiast średni wiek autora to około 25 lat. Według badania, którego rezultaty ogłoszono w 2012 roku, społeczność Wikipedii to w 90% mężczyźni, w 9% kobiety, a w 1% – osoby identyfikujące się jako transseksualne lub transpłciowe. Co roku organizowana jest konferencja Wikimania prowadzona przez Wikimedia Foundation. Podczas spotkania omawiane są tematy dotyczące m.in. projektów Wikimediów, problemów społeczności, a także otwartego oprogramowania i wolnej treści.
Społeczność dzieli się na różne role w zależności od doświadczenia i funkcji wykonywanej przez daną osobę. Steward ma pełny dostęp do interfejsu wiki i możliwość nadawania i odbierania uprawnień biurokraty i administratora, biurokrata może nadawać uprawnienia administratora i inne specjalne (także może je odbierać z wyjątkiem uprawnień administratora). Administratorzy mogą m.in. blokować i odblokować innych użytkowników, którzy złamali zasady projektu, mogą blokować i odblokowywać strony do edycji, usuwać i przywracać strony. Każda z funkcji ma ustalone kryteria minimalne wymagań i nadanie niektórych z nich może wymagać akceptacji społeczności (wyrażanej w głosowaniu). W niektórych przypadkach w celu zdobycia funkcji trzeba odbyć staż w innej np. kandydaci na stanowisko stewarda muszą pełnić funkcję administratora. Niektórzy z wikipedystów organizują się w tzw. „wikiprojekty” ułatwiające współpracę przy edytowaniu artykułów z jakiejś tematyki lub jakiegoś aspektu funkcjonowania projektu. Ich członkowie tworzą strony takich projektów, na których umieszczają przydatne informacje np. standardy i zalecenia podczas edycji haseł, listę uczestników i realizowane zadania.
W pracy naukowej „Motivations of Wikipedia Content Contributors”, autorstwa Heng-Li Yang i Cheng-Yu Lai, autorzy postawili hipotezę, że ponieważ wkład w Wikipedię jest dobrowolny, największą motywacją jest zadowolenie z samego uczestnictwa. Jednak ich badanie wykazało, że chociaż ludzie mogą początkowo zacząć redagować Wikipedię z przyjemności, najbardziej prawdopodobną zachętą do dalszego uczestnictwa jest motywacja oparta na samoświadomości, mówiąca „lubię dzielić się wiedzą, co daje mi poczucie osobistego osiągnięcia”.

### Wsparcie zewnętrzne
Społeczności tworzące poszczególne wersje językowe współpracują z różnymi organizacjami pozarządowymi. Kooperacja przybiera różne formy; może to być pomoc medialna, wsparcie społeczności poprzez udostępnianie materiałów archiwalnych czy dostęp do płatnych subskrypcji. Konkurs fotograficzny Wiki Lubi Zabytki uzyskał wsparcie od lokalnych członków inicjatywy Europejskich Dni Dziedzictwa (2011) i UNESCO (2016). Lokalne biblioteki biorą udział w akcjach społecznych 1Lib1Ref (dodawanie źródeł do obecnych już informacji) czy Women on Wikipedia (tworzenie i poprawa biogramów kobiet). Po wybuchu pandemii Wikipedia współpracowała ze Światową Organizacją Zdrowia walcząc z fałszywymi informacjami na temat COVID-19.

### Projekty siostrzane
Wraz z rozwojem Wikipedii Wikimedia Foundation utworzyła inne strony oparte na mechanizmie wiki. Cechą wspólną wszystkich stron jest gromadzenie darmowej wiedzy, jednak każda z nich gromadzi inny rodzaj danych. Wszystkie z projektów są ze sobą powiązane. Przykładowo biografia pisarza może linkować do jego książek na stronie Wikiźródła, a artykuł o mieście może zawierać odnośnik do informacji turystycznych na witrynie Wikipodróże. Wikimedia Commons gromadzi pliki multimedialne, takie jak: fotografie, ilustracje, filmy, nagrania audio, które są używane w innych projektach.
Pierwszym siostrzanym projektem Wikipedii był „In Memoriam: September 11 Wiki”, który został stworzony w październiku 2002 w celu uszczegółowienia artykułów na temat zamachu na World Trade Center. 12 grudnia 2002 roku uruchomiony został projekt słownika – Wikisłownik. Od 10 lipca 2003 roku tworzona jest kolekcja cytatów – Wikicytaty, a także zbiór dostępnych za darmo poradników, podręczników i innych opracowań edukacyjnych – Wikibooks. 24 listopada 2003 stworzona została wolna baza tekstów źródłowych – Wikiźródła. 7 września 2004 roku powstało Wikimedia Commons – repozytorium ilustracji, zdjęć i plików multimedialnych dla wszystkich wersji językowych Wikipedii i projektów Wikimedia Foundation. 13 września 2004 roku zaczęło się tworzenie Wikispecies – bazy danych o organizmach żywych. Od 3 grudnia 2004 działa Wikinews, będący serwisem informacyjnym obywatelskiego dziennikarstwa. Wikiwersytet został wyodrębniony 15 sierpnia 2006 roku z Wikibooks dla tworzenia, gromadzenia i używania wolnych materiałów do nauki i ćwiczeń oraz prowadzenia projektów dydaktycznych. W tym samym roku powstały Wikipodróże. Najmłodszym projektem są Wikidane – wolna baza danych, takich jak np. daty urodzin lub inne jednoznaczne dane przechowywane we wspólnym repozytorium, z którego korzystają wszystkie wersje językowe Wikipedii.

## Inne encyklopedie internetowe
Poza Wikipedią istnieją inne podobne projekty różniące się rozmiarem i funkcjami. W 1999 roku swój początek miała darmowa Everything2, w której autor hasła dostaje punkty doświadczenia i może je wymienić na dostęp do funkcji np. ocena innych artykułów. W tym samym roku powstała też h2g2 założona przez brytyjskiego pisarza Douglasa Adamsa (Autostopem przez Galaktykę). Innym przykładem jest chińska Baidu Baike, która w 2019 roku miała 16 milionów artykułów. Doświadczeni edytorzy za swój wkład w rozwój encyklopedii dostają punkty, które mogą wymienić na przedmioty np. pralka lub lodówka, sprzedawane przez jej właściciela firmę Baidu. Baidu Baike podlega częściowej cenzurze głównie w tematach politycznych. Od 2004 roku działa także Fandom (wcześniej Wikia). Jedną z główną cech serwisu jest hosting dużej ilości danych w formie osobnej, tematycznej strony internetowej opartej na mechanizmie wiki. Do przykładów należą Wookieepedia – Gwiezdne Wojny czy Uncyclopedia – parodiująca samą Wikipedię.